# Antipodismo
Antipodismo (da podòs "piede" e anti- "che sta coi piedi al contrario") è una fra le tecniche della giocoleria consiste nel manipolare oggetti di varie dimensioni e strutture, tra cui cilindri, palloni, ombrellini, con piedi e mani, in posizione supina per terra o su appositi schienali. Introdotto negli spettacoli circensi solo nella metà del XIX secolo, pur essendo un'arte più antica.

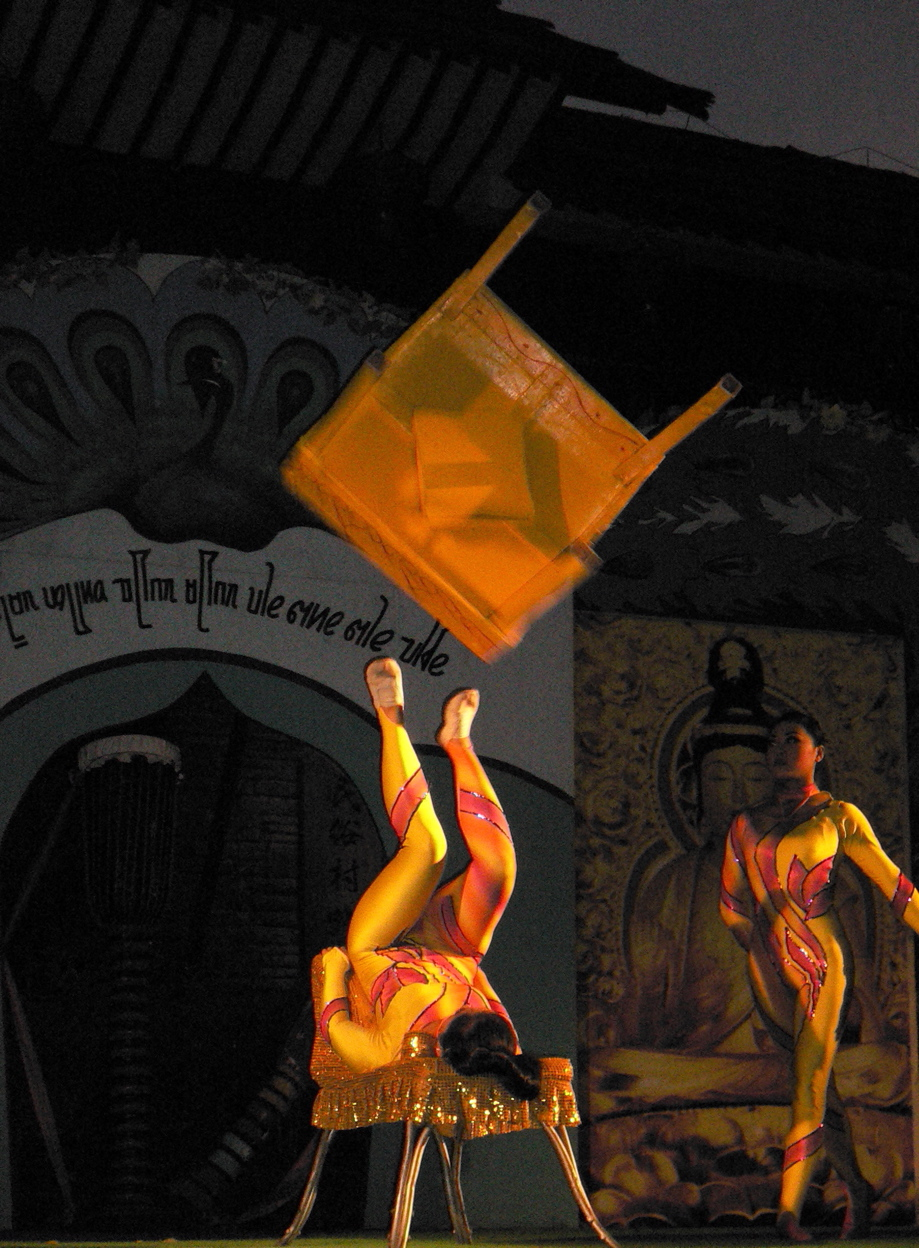
Antipodista, mentre giongla un tavolo, 20 Aprile 2006